# Shujiaba (ort i Kina, Shaanxi, lat 32,89, long 106,17)
Shujiaba är en ort i Kina. Den ligger i provinsen Shaanxi, i den nordvästra delen av landet, omkring 300 kilometer sydväst om provinshuvudstaden Xi'an. Antalet invånare är 7 576. Befolkningen består av 3 611 kvinnor och 3 965 män. Barn under 15 år utgör 14,0 %, vuxna 15-64 år 72 %, och äldre över 65 år 13,0 %.
Runt Shujiaba är det ganska tätbefolkat, med 90 invånare per kvadratkilometer. Närmaste större samhälle är Yangpingguan, 12,9 km nordväst om Shujiaba. I omgivningarna runt Shujiaba växer i huvudsak blandskog.
Genomsnittlig årsnederbörd är 1 170 millimeter. Den regnigaste månaden är juli, med i genomsnitt 268 mm nederbörd, och den torraste är december, med 2 mm nederbörd.